# Anemogiannátika
Anemogiannátika (grec moderne : Ανεμογιαννάτικα) est une localité située dans le dème de Paxí, dans le district régional de Corfou, dans la périphérie des Îles Ioniennes, en Grèce.
Selon le recensement de 2021, elle compte 3 habitants.